# 2-е Идельбаево
2-е Идельба́ево (баш. 2-се Иҙелбай) — деревня в Салаватском районе Республики Башкортостан Российской Федерации. Входит в состав Таймеевского сельсовета.

## География

### Географическое положение
Находится на левом берегу реки Юрюзани, рядом с местом впадения реки Аир.
Расстояние до:
- районного центра (Малояз): 41 км,
- центра сельсовета (Таймеево): 6 км,
- ближайшей ж/д станции (Кропачёво): 70 км.

## Население
| 2002 | 2009 | 2010 |
| ---- | ---- | ---- |
| 408  | ↘383 | ↘328 |

Национальный состав
Согласно переписи 2002 года, преобладающая национальность — башкиры (100 %).